# Syli
Syli („Elefant“) war von 1971 bis 1986 die Bezeichnung der Währung des westafrikanischen Staates Guinea. Syli bedeutet in der regionalen Sprache Susu und anderen westafrikanischen Sprachen Elefant, der zu dieser Zeit das Wappentier von Guinea war. Der Syli war unterteilt in 100 Cauris (Plural von Cauri, abgeleitet vom Kaurigeld). Vorgänger (Umtausch 10:1) und auch wiederum Nachfolger (Umtausch 1:1) der Währung war der Franc Guinéen. Der ISO-4217-Währungscode des Syli lautet GNS, die Abkürzung SY.

## Münzen

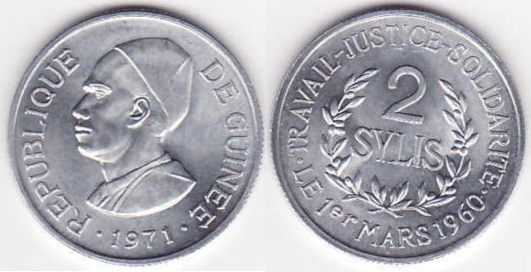
2-Sylis-Münze von 1971

| Nennwert   | Ausgabe- jahr | Material | Durchmesser (mm.) | Gewicht (gr.) | Rand      | Vorderseite                                        | Rückseite                                                          | Bild |
| ---------- | ------------- | -------- | ----------------- | ------------- | --------- | -------------------------------------------------- | ------------------------------------------------------------------ | ---- |
| 50 Cauris  | 1971          | Al       | 19,00             | 0,70          | glatt     | Kaurischnecke REPUBLIQUE DE GUINEE Ausgabejahr     | 50 CAURIS Olivenzweige LE 1er MARS 1960 TRAVAIL-JUSTICE-SOLIDARITE |      |
| 1 Syli     | 1971          | Al       | 22,00             | 1,00          | glatt     | Patrice Lumumba REPUBLIQUE DE GUINEE Ausgabejahr   | 1 SYLI Olivenzweige LE 1er MARS 1960 TRAVAIL-JUSTICE-SOLIDARITE    |      |
| 2 Sylis    | 1971          | Al       | 25,00             | 1,60          | geriffelt | Alpha Yaya Diallo REPUBLIQUE DE GUINEE Ausgabejahr | 2 SYLIS Olivenzweige LE 1er MARS 1960 TRAVAIL-JUSTICE-SOLIDARITE   |      |
| 5 Sylis    | 1971          | Al       | 28,10             | 2,30          | geriffelt | Samory Touré REPUBLIQUE DE GUINEE Ausgabejahr      | 5 SYLIS Olivenzweige LE 1er MARS 1960 TRAVAIL-JUSTICE-SOLIDARITE   |      |
| 500 Sylis  | 1977          | 925er Ag |                   | 40,00         |           | Miriam Makeba REPUBLIQUE DE GUINEE                 | Staatswappen mit Elefant Ausgabejahr 500 SYLIS                     |      |
| 500 Sylis  | 1977          | 925er Ag |                   | 40,00         |           | Patrice Lumumba REPUBLIQUE DE GUINEE               | Staatswappen mit Elefant Ausgabejahr 500 SYLIS                     |      |
| 1000 Sylis | 1977          | 900er Au |                   | 2,93          |           | Miriam Makeba REPUBLIQUE DE GUINEE                 | Staatswappen mit Elefant Ausgabejahr 1000 SYLIS                    |      |
| 1000 Sylis | 1977          | 900er Au |                   | 2,93          |           | Kwame Nkrumah REPUBLIQUE DE GUINEE                 | Staatswappen mit Elefant Ausgabejahr 1000 SYLIS                    |      |
| 2000 Sylis | 1977          | 900er Au |                   | 5,87          |           | Mao Tse-Tung REPUBLIQUE DE GUINEE                  | Staatswappen mit Elefant Ausgabejahr 2000 SYLIS                    |      |
| 2000 Sylis | 1977          | 900er Au |                   | 5,87          |           | Ahmed Sékou Touré REPUBLIQUE DE GUINEE             | Staatswappen mit Elefant Ausgabejahr 2000 SYLIS                    |      |

### Banknoten
| Ausgabe 1971 | Ausgabe 1971 | Ausgabe 1971                | Ausgabe 1971             | Ausgabe 1971 | Ausgabe 1971 |
| Nennwert     | Grundfarbe   | Vorderseite                 | Rückseite                | Bild         | Ausgabejahr  |
| ------------ | ------------ | --------------------------- | ------------------------ | ------------ | ------------ |
| 10 Syilis    | Braun        | Patrice Lumumba             | Menschen mit Bananen     |              | 1971         |
| 25 Syilis    | Dunkelbraun  | Behanzin                    | Mann und Kühe            |              | 1971         |
| 50 Syilis    | Grün         | Alfa Yaya von Labé          | Landschaft mit Staudamm  |              | 1971         |
| 100 Syilis   | Violett      | Samory Touré                | Löffelbagger und LKWs    |              | 1971         |
| Ausgabe 1980 |              |                             |                          |              |              |
| 1 Syili      | Olivgrün     | Mafory Bangoura             | Großer Text "un syli"    |              | 1980         |
| 2 Syilis     | Orange       | König Mohammed V. (Marokko) | Großer Text "deux sylis" |              | 1980         |
| 5 Syilis     | Blau         | Kwame Nkrumah               | Bananenplantage          |              | 1980         |
| 10 Syilis    | Rot          | Patrice Lumumba             | Bananenplantage          |              | 1980         |
| 25 Syilis    | Dunkelgrün   | Behanzin                    | Mann und Kühe            |              | 1980         |
| 50 Syilis    | Dunkelbraun  | Alfa Yaya von Labé          | Landschaft mit Staudamm  |              | 1980         |
| 100 Syilis   | Blau         | Samory Touré                | Löffelbagger und LKWs    |              | 1980         |
| 500 Syilis   | Dunkelbraun  | Josip Broz Tito             | Modernes Gebäude         |              | 1980         |